# Upploppen i Léopoldville

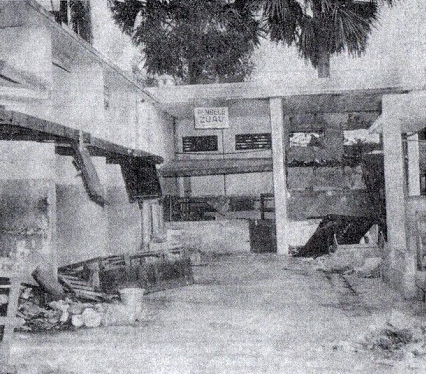
Skador efter upploppen i Léopoldville, 8 januari 1959.

Upploppen i Léopoldville ägde rum i januari 1959 i Léopoldville (nuvarande Kinshasa) i Belgiska Kongo. De var en viktig händelse för den kongolesiska självständighetsrörelsen. Upploppen skedde då medlemmar i partiet Alliance des Bakongo (ABAKO) inte tilläts samlas för en demonstration och de koloniala myndigheterna svarade med våld. Den exakta dödssiffran är inte känd, men åtminstone 49 personer dödades, och sammanlagt kan upp till 500 människor ha dödats. Efter upploppen hölls en rundabordskonferens i Bryssel för att diskutera Kongos självständighet. Landet vann självständighet den 30 juni 1960 och blev då Republiken Kongo, nuvarande Demokratiska republiken Kongo.